# Zaouiat Sidi Abdelkader
Zaouiat Sidi Abdelkader (àrab زاوية سيدي عبد القادر) és una comuna rural de la província d'Al Hoceima de la regió de Tànger-Tetuan-Al Hoceima. Segons el cens de 2014 tenia una població total de 5.452 persones.